# Hyblaea puera
Espèce
Hyblaea puera est une espèce de lépidoptères de la famille des Hyblaeidae.

## Description
Les papillons adultes sont relativement petits et ont une envergure de 3 à 4 centimètres. Ils ont une posture de repos caractéristique qui cache les ailes postérieures noires et jaune orangé sous les ailes antérieures gris brun.

## Reproduction

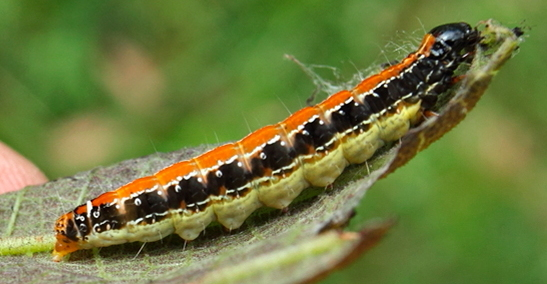
Chenille de Hyblaea puera

Les mâles et les femelles naissent plus ou moins simultanément et l'accouplement a lieu en quelques jours. Les œufs sont pondus sur de nouvelles feuilles tendres, placés séparément près des nervures et généralement sur la surface inférieure. Ils sont ovales, plats et blancs et mesurent environ 1 mm de long. Environ 500 œufs sont pondus par femelle, avec un maximum enregistré de 1 000. Les larves éclosent au bout de deux jours environ. Il y a cinq stades larvaires. Les premier et deuxième stades se nourrissent principalement de la surface des feuilles. À partir du troisième stade, la chenille découpe un rabat, généralement au bord de la feuille, la replie, la fixe avec de la soie et se nourrit de l'intérieur. La feuille entière, à l’exception des principales nervures des feuilles tendres, est consommée, mais il en reste davantage dans les feuilles les plus anciennes. Dans les conditions optimales, la période larvaire dure 10 à 12 jours. La chenille mature mesure environ de 3,5 à 4,5 cm et présente une variation de couleur considérable aux quatrième et cinquième stades. Le corps peut être entièrement noir ou grisâtre foncé à noir, avec des bandes longitudinales colorées pouvant inclure une bande dorsale orange ou ocre et des lignes blanches latérales. Une étude récente révèle l'existence d'un polyphénisme de couleur dépendant de la densité et d'une accumulation de résistance aux Baculoviridae envahissants chez les chenilles de H. puera. Les chenilles matures descendent sur le sol sur des fils de soie et se nichent sous une mince couche de feuilles mortes ou de terre, dans des cocons peu serrés, constitués de feuilles sèches ou pourries ou de particules de sol maintenues ensemble par de la soie. La nymphose peut parfois se produire dans les feuilles vertes d’autres plantes en croissance, pliées ou juxtaposées avec de la soie. Sur les plantes Avicennia, les chenilles se nichent dans les caisses fabriquées à partir de la plante hôte. C'est probablement un trait d'adaptation acquis par l'espèce pour survivre dans l'environnement hostile des mangroves, car la nymphose n'est pas possible dans les sols boueux et inondés des mangroves. La période nymphale dure en moyenne six à huit jours dans des conditions optimales. Il n'y a aucune preuve d'hibernation ou d'estivation de la pupe.

## Répartition
Hyblaea puera se trouve dans les forêts d'Asie, en Inde, au Sri Lanka et au Bangladesh, à travers la Thaïlande et le reste de l'Asie du sud-est de la Nouvelle-Guinée au nord du Queensland en Australie.
En tant que parasite du teck, il est présent en Amérique centrale et en Afrique. Des rapports récents le voient en Guadeloupe et au Suriname.

## Écologie
Hyblaea puera est présent toute l'année dans les plantations de teck, mais dans des densités de population variables. Pendant la période de défoliation naturelle du teck (novembre, décembre et janvier), la densité de l'organisme nuisible est très faible (endémique). Chaque année, des épidémies de haute intensité se produisent immédiatement après les averses de prématurité de fin février ou début mars au Kerala. Ces foyers sont des épidémies très localisées qui représentent la phase de transition entre une population endémique très clairsemée et une population épidémique à haute densité. Ces centres auront une superficie de 5 000 à 15 000 m2 et se caractériseront par une forte infestation par le sommet des arbres. Les mois d'avril, mai, juin et juillet sont le théâtre d'une série d'épidémies importantes. À la fin de juillet ou en septembre, la population recule au niveau endémique. Certaines années, il y aura de nouveaux foyers au mois d'octobre. À partir de ce moment et jusqu’à l’année suivante, la population reste au niveau endémique.

## Contrôle naturel
Parasitoïdes
Les principaux parasitoïdes attaquant Hyblaea puera sont le tachinaire Palexorisa solennis, l'eulophidae Sympiesis hyblaeae, le chalcididae Brachymeria lasus. B. lasus est un parasitoïde nymphal et tous les autres parasitoïdes larvaires. Le parasitisme global de toutes les espèces est d’environ 9%.
Prédateurs
Les prédateurs sont les insectes comme les guêpes, les araignées, les oiseaux et le macaque à bonnet. Quarante-huit espèces d'oiseaux sont enregistrées comme se nourrissant de larves au cours des épidémies à grande échelle.
Pathogènes
Les bactéries Enterobacter aerogenes, Bacillus thuringiensis, Pseudomonas aeruginosa et Serratia marcescens sont responsables de la mort de Hyblaea puera. Un champignon du genre Hirsutella se révèle pathogène. Un virus absolument spécifique avec des corps d'inclusion polyhédral réfringents, bleuâtre avec le giemsa et bleu épais avec l'amido noir 10B, nommé Hyblaea puera nucleopolyhedrovirus (HpNPV), s'avère très efficace dans la lutte biologique contre ce ravageur.

## Entomophagie
Hyblaea puera est couramment consommée dans les régions où elle prospère. Ils sont généralement capturés pour être consommés au stade du cocon, où ils sont facilement récupérables au sol. Ceci constitue une source de protéines essentielle et facilement accessible pour les villageois, généralement des agriculteurs, autour de ces zones.